# Luzern (kanton)
Luzern (Duits: Luzern; Frans: Lucerne; Italiaans: Lucerna; Reto-Romaans: Lucerna; Engels: Lucerne) is een kanton in Centraal-Zwitserland. Het ligt aan de voeten van de Alpen.
Op 31 december 2023 telt het kanton 432.744 inwoners, deze zijn voor het overgrote deel rooms-katholiek (70,9%), 12,2 % is protestant (2003).

## Geografie
Het kanton grenst aan de kantons Schwyz, Obwalden, Nidwalden, Aargau, Bern en Zug.
De Brienzer Rothorn is met 2349 meter het hoogste punt.
Door het kanton stromen de Reuss, Kleine Emme, Wigger, Luther, Suhre en Entle. Het kanton ligt aan het Vierwoudstrekenmeer, het meer van Zug en het Hallwilermeer. De Rotsee, het Baldeggermeer, het Sempachermeer, de Mauensee en het Soppenmeer liggen volledig binnen de grenzen van het kanton.

## Demografische evolutie van het kanton
Bron: https://www.bfs.admin.ch/bfs/de/home/statistiken/bevoelkerung/stand-entwicklung.assetdetail.32229209.html

## Economie
Van de totale oppervlakte van het kanton is 90% productief. De agrarische industrie is van oudsher sterk in dit gebied. De dienstensector is in vergelijking nog relatief zwak ontwikkeld. De bouwbranche is een van de sterkste sectoren.
Ook het toerisme is een grote inkomstenbron.
Luzern is een belangrijk kanton in het transitverkeer tussen Italië en Duitsland. De opening van de Gotthardtunnel in 1882 voor treinverbindingen is echter niet alleen positief geweest voor de economie van Luzern.

## Talen
Moedertaal (2000):
- Duits: 88,9%
- Servo-Kroatisch: 2,1%
- Italiaans: 1,9%
- andere talen: 7,1%

## Plaatsen en gebieden
Het kanton is opgedeeld in 5 districten en 79 gemeenten.
- Luzern, 85.534 inwoners (2023)
- Emmen, 32.380 inwoners (2023)
- Kriens, 29.632 inwoners (2023)
- Horw, 15.475 inwoners (2023)
- Ebikon, 14.662 inwoners (2023)

## Toerisme
Het toerisme concentreert zich rond Luzern en de Vierwaldstättersee. De brug van Luzern over de Reuss is wereldberoemd en is al enige malen afgebrand.

## Districten
- Luzern
- Hochdorf
- Sursee
- Willisau
- Entlebuch, (centrale stad Schüpfheim)

De districten van Luzern zijn per 1 januari 2008 afgeschaft.

## Geschiedenis
Vanuit het steentijd (ca. 8000-4000 voor Chr.) zijn de eerste tekenen van bewoning in kanton Luzern aangetroffen. Tussen 800 en 300 voor Chr. komen de eerste Kelten - vooral de Helvetiërs - naar Binnen-Zwitserland en handelen al over de Gotthardpas. 15 voor Chr. wordt dit deel van Zwitserland in het Romeinse Rijk geïntegreerd.
Na het einde van het Romeinse Rijk komen vanaf de 6e eeuw de Germanen hier. In 750 wordt Luceria gesticht, het latere Luzern.

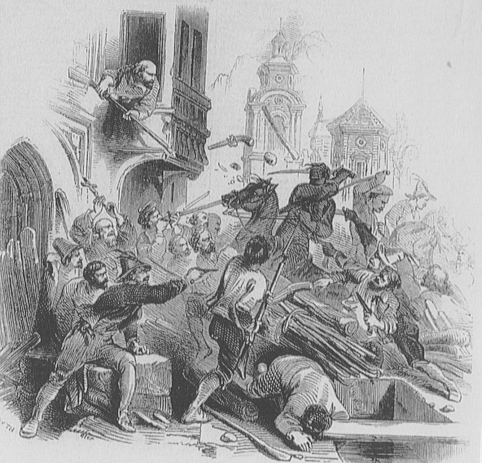
In 1845 poogden radicale vrijscharen (Freischärler) in Luzern de macht te grijpen en de conservatieve regering af te zetten.

Omstreeks 1290 is Luzern een zelfstandige stad met ongeveer 3000 inwoners. In deze tijd krijgen de Habsburgers meer macht en koning Rudolf I van Habsburg voegde Luzern toe aan Oostenrijk. In 1291 sluiten de buren Uri, Nidwalden en Schwyz een verbond, waarna ze Luzern helpen in de strijd tegen de Habsburgers, wat er uiteindelijk toe leidt dat Luzern zich bij het Zwitsers Eedgenootschap aansluit in 1332. In 1386 winnen ze de laatste slag tegen de Habsburgers. De grenzen van toen zijn ongeveer gelijk aan de grenzen van nu.
In 1848 wordt de statenbond tot een bondsstaat omgevormd en wordt Luzern een van de 26 kantons.
Adligenswil‎ · Aesch‎ · Alberswil‎ · Altbüron‎ · Altishofen‎ · Ballwil · Beromünster‎ · Buchrain · Büron · Buttisholz · Dagmersellen · Dierikon · Doppleschwand · Ebikon · Egolzwil · Eich  · Emmen · Entlebuch · Ermensee · Eschenbach · Escholzmatt-Marbach · Ettiswil · Fischbach · Flühli · Geuensee · Gisikon · Greppen · Grossdietwil · Grosswangen · Hasle · Hergiswil bei Willisau‎ · Hildisrieden‎ · Hitzkirch‎ · Hochdorf · Hohenrain · Honau · Horw · Inwil · Knutwil · Kriens · Luthern · Luzern · Malters · Mauensee · Meggen · Meierskappel · Menznau · Nebikon · Neuenkirch · Nottwil · Oberkirch · Pfaffnau · Rain · Reiden · Rickenbach · Roggliswil · Römerswil · Romoos · Root · Rothenburg · Ruswil · Schenkon · Schlierbach · Schongau · Schötz · Schüpfheim · Schwarzenberg · Sempach · Sursee · Triengen · Udligenswil · Ufhusen · Vitznau · Wauwil · Weggis · Werthenstein · Wikon · Willisau · Wolhusen · Zell
Aargau · Appenzell Ausserrhoden · Appenzell Innerrhoden · Basel-Landschaft · Basel-Stadt · Bern · Fribourg · Genève · Glarus · Graubünden · Jura · Luzern · Neuchâtel · Nidwalden · Obwalden · Sankt Gallen · Schaffhausen · Schwyz · Solothurn · Thurgau · Ticino · Uri · Vaud · Wallis · Zug · Zürich